# Candidats du Bloc québécois à l'élection fédérale canadienne de 2015
À la suite de la réforme de la carte électorale fédérale de 2014, le Québec compte sur 78 des 338 circonscriptions fédérales canadiennes. Auparavant, le Québec comptait 75 sièges de la Chambre des communes du Canada depuis 1952, sauf entre 1966 et 1976 où il en comptait 74.
Le Bloc québécois, né en 1991, connaîtra en 2015 sa huitième campagne électorale. À chacune de ses élections générales (1993,1997, 2000, 2004, 2006, 2008, 2011) ce parti a toujours présenté des candidats dans chacune des circonscriptions québécoises, soit 75 sur 75. Parti indépendantiste, le Bloc québécois ne présente des candidats que dans les circonscriptions québécoises. 
Sa représentation électorale a atteint le sommet de 54 candidats élus sur 75 en 1993, score répété en 2004. Il a formé l'Opposition officielle de 1993 à 1997. Il obtient le moins bon score de son histoire en 2011 avec seulement 4 candidats élus. Avant cela, son plus grand creux datait de 2000 avec 38 candidats élus.

## Députés qui se représentent
À la fin de la législature 2011-2015, deux députés de la Chambre des communes du Canada représentent la bannière bloquiste : Claude Patry, transfuge ayant quitté le NPD pour le Bloc en 2013, ainsi que Louis Plamondon, cofondateur du Bloc québécois, chef intérimaire de l'aile parlementaire du Bloc et doyen des députés de la Chambre des communes. De ces deux députés bloquistes, seul Plamondon se représentera à l'élection 2015, Patry ayant d'ores et déjà annoncé qu'il ne serait pas candidat. 
- Louis Plamondon, député de Bas-Richelieu-Nicolet-Bécancour pour le Bloc québécois depuis 1990 (et pour le parti Progressiste-conservateur de 1984 à 1990).
- Jean-François Fortin, député bloquiste de 2011 à 2014 pour la Haute-Gaspésie—La Mitis—Matane—Matapédia, se représente sous les couleurs de son nouveau parti : Forces et Démocratie.

## Anciens députés qui se représentent
Quoique le nombre d'actuels députés se représentant est peu élevé, plusieurs députés bloquistes d'avant 2011 ont cependant décidé de se représenter à cette élection,, :
- Diane Bourgeois, députée de Terrebonne-Blainville de 2000 à 2011, se représente cette fois dans Drummond (officiel)
- France Bonsant, députée pour Compton-Stanstead de 2004 à 2011, se représente dans cette même circonscription[7]
- Claude DeBellefeuille, députée de Beauharnois-Salaberry de 2006 à 2011, se représente dans Salaberry-Suroît (officiel)[8],[9]
- Yves Lessard, député de Chambly-Borduas de 2004 à 2011, candidat du Bloc québécois dans Belœil—Chambly (officiel)[10]

## Par nom
1. Claude André, Rosemont—La Petite-Patrie (6)
2. Xavier Barsalou-Duval, Pierre-Boucher—Les Patriotes—Verchères (16)
3. Jonathan Beauchamp, Argenteuil—La Petite-Nation (7)
4. Jocelyn Beaudoin, Shefford  (5 et 16)
5. Mario Beaulieu, La Pointe-de-l'Île (6)
6. Doni Berberi, Beauport—Limoilou (3)
7. Gabriel Bernier, Lac-Saint-Louis (6)
8. Philippe Boily, Gatineau (7)
9. France Bonsant, Compton—Stanstead (5)
10. Jade Bossé-Bélanger, Mont Royal (6)
11. Caroline Bouchard, Sherbrooke(5)
12. Michel Boudrias, Terrebonne (14)
13. Nicolas Bourdon, Ahuntsic-Cartierville (6)
14. Diane Bourgeois, Drummond (17)
15. Johanne Carignan, Rimouski-Neigette—Témiscouata—Les Basques (1)
16. Sacki Carignan-Deschamps, Saint-Maurice—Champlain (4)
17. Jean-François Caron, Jonquière (2)
18. Maude Chouinard-Boucher, Hull—Aylmer (7)
19. Maxime Claveau, Papineau (6)
20. Philippe Cloutier, Longueuil—Charles-LeMoyne (16)
21. Gilles Duceppe, Laurier—Sainte-Marie (6)
22. Claude DeBellefeuille, Salaberry—Suroît (16)
23. Antoine Dubé, Bellechasse—Les Etchemins—Lévis
24. Sébastien Dufour, Beauport—Côte-de-Beaupré—Île d’Orléans—Charlevoix
25. Pascal-Olivier Dumas-Dubreuil, Saint-Laurent (6)
26. Luc Ferland, Abitibi—Baie-James—Nunavik—Eeyou (8 et 10)
27. Michel Filion, Saint-Hyacinthe—Bagot (16)
28. Kédina Fleury-Samson, Avignon—La Mitis—Matane—Matapédia (01 et 11)
29. Rhéal Fortin, Rivière-du-Nord (15)
30. Catherine Fournier, Montarville (16)
31. Vincent François, Vaudreuil-Soulanges (16)
32. Steve Gagné, Lévis—Lotbinière (12)
33. Louis Gagnon, Montmagny—L'Islet—Kamouraska—Rivière-du-Loup (01 et 12)
34. Roger Galland Barou, Outremont (6)
35. Sabin Gaudreault, Lac-Saint-Jean (2)
36. Élise Gauthier, Chicoutimi—Le Fjord (2)
37. Steeve Gendron, Saint-Léonard—Saint-Michel (6)
38. Marilène Gill, Manicouagan (9)
39. Raymond Harvey, Portneuf—Jacques-Cartier (3)
40. Denis Hurtubise, Saint-Jean (16)
41. Patrice Jasmin-Tremblay, Marc-Aurèle-Fortin (13)
42. Barek Kaddouri, Vimy (13)
43. Suzanne Lachance, Brossard—Saint-Lambert (16)
44. Audrey Beauséjour, Honoré-Mercier (6)
45. Nicolas Lepage, Pontiac (7)
46. Natalie Laplante,Pierrefonds—Dollard (6)
47. Yves Lessard, Belœil—Chambly (16)
48. Gilles Léveillé, Bourassa (6)
49. Simon Marchand, Hochelaga (6)
50. Simon Marcil, Mirabel (15)
51. Alain Marginean, Thérèse-De Blainville (15)
52. Patrick Melchior, Brome—Missisquoi (7 et 16)
53. Charles Mordret, Québec
54. Yvon Moreau, Abitibi—Témiscamingue (8 et 10)
55. Olivier Nolin, Richmond—Arthabaska (5 et 17)
56. Caroline Pageau, Louis-Hébert (3)
57. Gilbert Paquette, LaSalle—Émard—Verdun (6)
58. Monique  Pauzé, Repentigny (14)
59. Yves Perron, Berthier—Maskinongé (14 et 4)
60. Christian Picard, La Prairie (16)
61. Félix Pinel, Rivière-des-Mille-Îles (15)
62. Louis Plamondon, Bécancour—Nicolet—Saurel (16 et 17)
63. Virginie Provost, Mégantic—L'Érable  (5, 12 et 17)
64. Simon Quesnel, Notre-Dame-de-Grâce—Westmount (6)
65. Nancy Redhead, Laval—Les Îles (13)
66. Johanne Régimbald, Laurentides—Labelle (15)
67. Nicolas Roussy, Gaspésie—Îles-de-la-Madeleine (11)
68. Daniel St-Hilaire, Alfred-Pellan (13)
69. Chantal St-Onge, Ville-Marie—Le Sud-Ouest—Île-des-Sœurs (6))
70. Gabriel Ste-Marie, Joliette (14)
71. Ronald Sirard, Louis-Saint-Laurent (3)
72. Sophie Stanké, Châteauguay—Lacolle (16)
73. Luc Thériault, Montcalm (14)
74. Stéphane Trudel, Beauce (5 et 12)
75. Denis Trudel, Longueuil—Saint-Hubert (16)
76. Marc-Antoine Turmel, Charlesbourg—Haute-Saint-Charles (3)
77. André Valois, Trois-Rivières (4)
78. Jean-Frédéric Vaudry, Dorval—Lachine—LaSalle (6)

## Par région

### 1Bas-Saint-Laurent
- Johanne Carignan, Rimouski-Neigette—Témiscouata—Les Basques
- Kédina Fleury-Samson, Avignon—La Mitis—Matane—Matapédia (01 et 11)
- Louis Gagnon, Montmagny—L'Islet—Kamouraska—Rivière-du-Loup (01 et 12)

### 2Saguenay–Lac-Saint-Jean
- Jean-François Caron, Jonquière
- Sabin Gaudreault, Lac-Saint-Jean
- Élise Gauthier, Chicoutimi—Le Fjord

### 3Capitale-Nationale
- Doni Berberi, Beauport—Limoilou
- Sébastien Dufour, Beauport—Côte-de-Beaupré—Île d’Orléans—Charlevoix
- Raymond Harvey, Portneuf—Jacques-Cartier
- Charles Mordret, Québec
- Caroline Pageau, Louis-Hébert
- Ronald Sirard, Louis-Saint-Laurent
- Marc-Antoine Turmel, Charlesbourg—Haute-Saint-Charles

### 4Mauricie
- Sacki Carignan-Deschamps, Saint-Maurice—Champlain
- Yves Perron, Berthier—Maskinongé (14 et 4)
- André Valois, Trois-Rivières

### 5Estrie
- Jocelyn Beaudoin, Shefford (5 et 16)
- France Bonsant, Compton—Stanstead
- Caroline Bouchard, Sherbrooke
- Virginie Provost, Mégantic—L'Érable  (5, 12 et 17)
- Stéphane Trudel, Beauce (5 et 12)

### 6Montréal
Ville-Marie—Le Sud-Ouest—Île-des-Sœurs, Chantal Saint-Onge (voir ON 2014 dans Rousseau)
- Nicolas Bourdon, Ahuntsic-Cartierville
- Maxime Claveau, Papineau
- Mario Beaulieu, La Pointe-de-l'Île
- Gilles Duceppe, Laurier—Sainte-Marie
- Pascal-Olivier Dumas-Dubreuil, Saint-Laurent
- Roger Galland Barou, Outremont
- Steeve Gendron, Saint-Léonard—Saint-Michel
- Natalie Laplante,Pierrefonds—Dollard
- Yanick Lefebvre, Honoré-Mercier
- Gilles Léveillé, Bourassa
- Simon Marchand, Hochelaga
- Simon Quesnel, Notre-Dame-de-Grâce—Westmount
- Chantal St-Onge, Ville-Marie—Le Sud-Ouest—Île-des-Sœurs
- Jean-Frédéric Vaudry, Dorval—Lachine—LaSalle
- Lac-Saint-Louis
- LaSalle—Émard—Verdun
- Mont Royal
- Claude André, Rosemont—La Petite-Patrie

### 7Outaouais
- Patrick Melchior, Brome—Missisquoi (7 et 16)
- Jonathan Beauchamp, Argenteuil—La Petite-Nation (7)
- Philippe Boils, Gatineau (7)
- Maude Chouinard-Boucher, Hull—Aylmer (7)
- Nicolas Lepage, Pontiac (7)

### (8)Abitibi-Témiscamingueet (10)Nord-du-Québec
- Luc Ferland, Abitibi—Baie-James—Nunavik—Eeyou (8 et 10)
- Yvon Moreau, Abitibi—Témiscamingue (8 et 10)

### 9Côte-Nord
- Marilène Gill, Manicouagan (9)

### 11Gaspésie–Îles-de-la-Madeleine
- Kédina Fleury-Samson, Avignon—La Mitis—Matane—Matapédia (01 et 11)
- Nicolas Roussy, Gaspésie—Îles-de-la-Madeleine (11)

### 12Chaudière-Appalaches
- Antoine Dubé, Bellechasse—Les Etchemins—Lévis
- Steve Gagné, Lévis—Lotbinière (12)
- Louis Gagnon, Montmagny—L'Islet—Kamouraska—Rivière-du-Loup (01 et 12)
- Virginie Provost, Mégantic—L'Érable  (5, 12 et 17)
- Stéphane Trudel, Beauce (5 et 12)

### 13Laval
- Patrice Jasmin-Tremblay, Marc-Aurèle-Fortin (13)
- Barek Kaddouri, Vimy (13)
- Nancy Redhead, Laval—Les Îles (13)
- Daniel St-Hilaire, Alfred-Pellan (13)

### 14Lanaudière
- Michel Boudrias, Terrebonne (14)
- Monique  Pauzé, Repentigny (14)
- Yves Perron, Berthier—Maskinongé (14 et 4)
- Gabriel Ste-Marie, Joliette (14)
- Luc Thériault, Montcalm (14)

### 15Laurentides
- Rhéal Fortin, Rivière-du-Nord (15)
- Simon Marcil, Mirabel (15)
- Alain Marginean, Thérèse-De Blainville (15)
- Félix Pinel, Rivière-des-Mille-Îles (15)
- Johanne Régimbald, Laurentides—Labelle (15)

### 16Montérégie
- Xavier Barsalou-Duval, Pierre-Boucher—Les Patriotes—Verchères (16)
- Jocelyn Beaudoin, Shefford  (5 et 16)
- Catherine Fournier, Montarville (16)
- Vincent François, Vaudreuil-Soulanges (16)
- Philippe Cloutier, Longueuil—Charles-LeMoyne (16)
- Claude DeBellefeuille, Salaberry—Suroît (16)
- Michel Filion, Saint-Hyacinthe—Bagot (16)
- Denis Hurtubise, Saint-Jean (16)
- Suzanne Lachance, Brossard—Saint-Lambert (16)
- Yves Lessard, Belœil—Chambly (16)
- Patrick Melchior, Brome—Missisquoi (7 et 16)
- Christian Picard, La Prairie (16)
- Louis Plamondon, Bécancour—Nicolet—Saurel (16 et 17)
- Sophie Stanké, Châteauguay—Lacolle (16)
- Denis Trudel, Longueuil—Saint-Hubert (16)

### 17Centre-du-Québec
- Louis Plamondon, Bécancour—Nicolet—Saurel (16 et 17)
- Diane Bourgeois, Drummond (17)
- Virginie Provost, Mégantic—L'Érable  (5, 12 et 17)
- Olivier Nolin, Richmond—Arthabaska (5 et 17)

## Candidats élus
- Louis Plamondon, Bécancour—Nicolet—Saurel
- Marilène Gill, Manicouagan
- Mario Beaulieu, La Pointe-de-l'Île
- Michel Boudrias, Terrebonne
- Monique Pauzé, Repentigny
- Gabriel Ste-Marie, Joliette
- Luc Thériault, Montcalm
- Rhéal Fortin, Rivière-du-Nord
- Simon Marcil, Mirabel
- Xavier Barsalou-Duval, Pierre-Boucher—Les Patriotes—Verchères